# Red Zone - 22 miglia di fuoco
Red Zone - 22 miglia di fuoco (Mile 22) è un film del 2018 diretto da Peter Berg con protagonista Mark Wahlberg.

## Trama
L'agente della CIA James Silva, operativo in Indonesia, deve proteggere un informatore compromesso e portarlo a 22 miglia di distanza dal punto in cui si trovano, all'interno dell'ambasciata statunitense, affinché possa lasciare il paese. Durante il viaggio dovrà scontrarsi con funzionari corrotti, signori della malavita e cittadini armati.

## Produzione
Le riprese del film si sono svolte nei mesi di novembre e dicembre 2017 ad Atlanta, sotto al titolo di lavorazione Ground Branch, e sono proseguite in Colombia, nella capitale Bogotà e nelle zone adiacenti, nei mesi di gennaio e febbraio 2018.

## Promozione
Il primo teaser trailer del film viene diffuso il 15 maggio 2018.

## Distribuzione
Il film, inizialmente programmato per il 3 agosto 2018, è stato distribuito nelle sale cinematografiche statunitensi a partire dal 17 agosto.

## Sequel
Il 25 giugno 2018, prima dell'uscita del film, la STX Entertainment ingaggia lo sceneggiatore Umair Aleen per scrivere la sceneggiatura del sequel e viene annunciata la possibilità di un franchise su varie piattaforme, tra cinema, televisione e realtà virtuale.